# Pauluma minna
Pauluma minna är en fjärilsart som beskrevs av William Schaus 1901. Pauluma minna ingår i släktet Pauluma och familjen tandspinnare. Inga underarter finns listade i Catalogue of Life.